# Steven Lee
Steven John Lee (Sydney, 6 agosto 1962) è un ex sciatore alpino australiano, secondo sciatore del suo Paese dopo Malcolm Milne a vincere una gara di Coppa del Mondo.

## Biografia

### Carriera sciistica

#### Stagioni 1982-1984
Specialità delle prove veloci in attività tra la fine degli anni 1970 e i primi anni 1990 originario di Falls Creek, Lee debuttò in campo internazionale nella stagione 1977-1978 e in seguito fu allenato dallo svizzero Jan Tischhauser; ottenne il primo piazzamento di rilievo in carriera nella discesa libera valida per la combinata dei Mondiali di Schladming 1982, arrivando 15º.
In Coppa del Mondo i suoi primi punti furono quelli conquistati in occasione della discesa libera di Kitzbühel del 21 gennaio 1983, in cui fu 10º; esordì ai Giochi olimpici invernali a Sarajevo 1984, classificandosi 19º nella discesa libera e non completando lo slalom gigante.

#### Stagioni 1985-1992
Ai Mondiali di Bormio 1985 si piazzò 10º nella discesa libera e il 3 marzo dello stesso anno conquistò il suo unico successo in Coppa del Mondo, nonché unico podio, nel supergigante di Furano, a pari merito con lo svizzero Daniel Mahrer. Ai Mondiali di Crans-Montana 1987 fu 15º nella combinata, mentre ai XV Giochi olimpici invernali di Calgary 1988 si classificò 22º nella discesa libera, 36º nello slalom gigante e non completò il supergigante e la combinata.
L'11 marzo 1988 ottenne a Beaver Creek il suo ultimo piazzamento di rilievo in Coppa del Mondo, chiudendo 14º in discesa libera, e l'anno dopo ai Mondiali di Vail colse il suo miglior piazzamento iridato in carriera: l'8º posto nel supergigante. Si congedò dalle competizioni in occasione dei XVI Giochi olimpici invernali di Albertville 1992, dove si classificò 36º nella discesa libera, 30º nel supergigante e 19º nella combinata.

### Altre attività
Dopo il ritiro dall'attività agonistica ha collaborato con i media australiani come commentatore sportivo nel campo degli sport invernali.

## Palmarès

### Coppa del Mondo
- Miglior piazzamento in classifica generale: 42º nel 1985
- 1 podio:
  - 1 vittoria

#### Coppa del Mondo - vittorie
| Data         | Località | Paese    | Specialità |
| ------------ | -------- | -------- | ---------- |
| 3 marzo 1985 | Furano   | Giappone | SG         |

Legenda:

SG = supergigante